# بحران قانون اساسی پرو (۲۰۱۹)
بحران قانون اساسی پرو (به انگلیسی: 2019 Peruvian constitutional crisis) هنگامی آغاز شد که مارتین ویسکارا رئیس‌جمهور این کشور کنگره پرو را در ۳۰ سپتامبر ۲۰۱۹ منحل کرد.
در پی این تحول کنگره واکنش نشان داد و با حرکتی که تاحد زیادی مخالفت کنگره را نشان می‌داد رئیس‌جمهوری ویسکارا را به حالت تعلیق درآورد و معاون رئیس‌جمهور مرسدس آرائوز را به عنوان رئیس‌جمهور موقت منصوب کرد.
متعاقب آن در اول اکتبر آرائوز استعفای خود را اعلام نمود و ویسکارا طی حکمی برگزاری انتخابات قانونگذاری در ۲۶ ژانویه ۲۰۲۰ را اعلام کرد.